# Peremîlivka, Mlîniv
Peremîlivka (în ucraineană Перемилівка) este localitatea de reședință a comunei Peremîlivka din raionul Mlîniv, regiunea Rivne, Ucraina.

## Demografie
Componența lingvistică a localității Peremîlivka
     Ucraineană (98,72%)
     Rusă (1,28%)
Conform recensământului din 2001, majoritatea populației localității Peremîlivka era vorbitoare de ucraineană (98,72%), existând în minoritate și vorbitori de rusă (1,28%).